# 榊俶
榊 俶（さかき はじめ、安政4年8月28日（1857年10月15日） - 明治30年（1897年）2月6日）は、明治期の医師、医学博士。幼名は善太郎。父は蘭学者の榊令輔。弟の榊順次郎と榊保三郎も医学者である。
明治13年（1880年）に東京大学を卒業後、明治15年（1882年）にベルリン大学に留学し精神病学を専攻した。明治19年（1886年）に帰国、帝国大学医科大学教授に就任し、精神病学教室を開設、帝国大学医科大学草創期において精神病、精神衛生、小児精神論、看護法を講じ、剖検、司法精神鑑定相馬事件など幅の広い活動を行なった。墓所は染井霊園(1イ-5-8)。